# NGC 959
NGC 959 је спирална галаксија у сазвежђу Троугао која се налази на NGC листи објеката дубоког неба.
Деклинација објекта је + 35° 29' 42" а ректасцензија 2h 32m 24,0s. Привидна величина (магнитуда) објекта NGC 959 износи 12,3 а фотографска магнитуда 12,9. Налази се на удаљености од 13,513 милиона парсека од Сунца. NGC 959 је још познат и под ознакама UGC 2002, MCG 6-6-51, CGCG 523-55, KUG 0229+352, IRAS 02293+3516, PGC 9665.